# Stevenage
Stevenage este un oraș și un district ne-metropolitan situat în Regatul Unit, în comitatul Hertfordshire, în regiunea East, Anglia.